# Paço de Maiorca

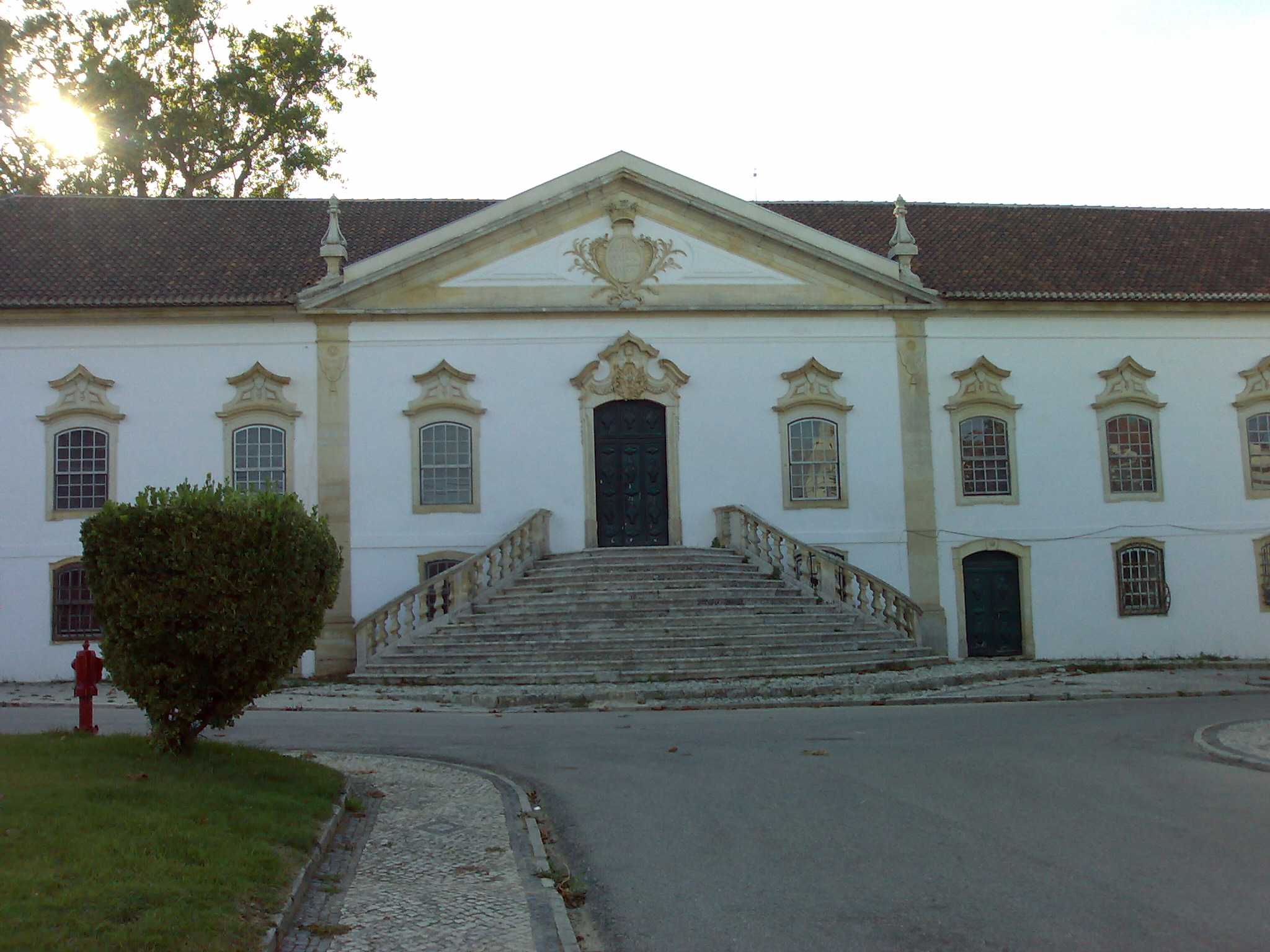
Fachada do Paço de Maiorca

O Paço de Maiorca ou Paço dos Viscondes de Maiorca é um palácio situado na freguesia de Maiorca, no município da Figueira da Foz, em Portugal, a cerca de 12 quilómetros da Figueira da Foz.
Foi edificado no século XVIII, tendo pertencido aos Viscondes de Maiorca.
Foi declarado Imóvel de Interesse Público em Setembro de 1977.

## Descrição
Tal como outros palácios rurais de Portugal, é marcada a influência barroca na sua arquitectura. A fachada, de carácter assimétrico, é composta por um portal central. A planta é de natureza longitudinal, encontrando-se o interior ricamente decorado, com destaque para os azulejos de inspiração rococó que se apresentam em algumas das suas salas e para as pinturas dos tectos. A sua cozinha é octogonal, de grandes dimensões, com representações de cenas culinárias. De relevo são também a chamada sala de papel e a capela do século XVI, com altar atribuído ao escultor João de Ruão, revestido em talha dourada. No interior da capela, destacam-se ainda as paredes ornamentadas com azulejos da Flandres e frescos. O palácio encontra-se integrado numa propriedade vasta, com grandes jardins, onde é possível caminhar e desfrutar da natureza.
Em frente à fachada do paço, fora da propriedade principal, encontra-se o chamado terreiro do paço, onde podem circular peões e automóveis. No terreiro do paço, encontra-se ainda um pequeno jardim com bancos e alguns painéis com informações e mapas sobre caminhadas na região circundante.
O paço encontra-se aberto ao público diariamente, sendo apenas cobrado um preço simbólico. As visitas de estudo escolares são gratuitas. Foi adquirido pela câmara municipal da Figueira da Foz em 1999, durante o período em que Pedro Santana Lopes foi presidente da autarquia, para que fosse aberto ao público como património cultural. Prevê-se que, no futuro, venha a ser transformado num hotel de luxo, tendo sido iniciadas negociações nesse sentido, em 2005, com investidores privados.